# Entosthodon
Entosthodon, rod pravih mahovina, smješten u vlastitu porodicu Funariaceae dio reda Funariales. Postoji blizu 100 vrsta.

## Vrste
1. Entosthodon abramovae Fedosov & Ignatova
2. Entosthodon acaulis (Hampe) Fife
3. Entosthodon acidotus (Taylor) Müll. Hal.
4. Entosthodon americanus (Lindb.) Fife
5. Entosthodon andicola Mitt.
6. Entosthodon angustifolius Jur. & Milde
7. Entosthodon apiculatopilosus (Cardot) Fife
8. Entosthodon apophysatus (Taylor) Mitt.
9. Entosthodon aristatus (Broth.) Paris
10. Entosthodon attenuatus (Dicks.) Bryhn
11. Entosthodon balansae Besch.
12. Entosthodon beccarii (Hampe) Paris
13. Entosthodon bergianus (Hornsch.) Müll. Hal.
14. Entosthodon bolanderi Lesq.
15. Entosthodon bonplandii (Hook.) Mitt.
16. Entosthodon borbonicus Besch.
17. Entosthodon borneensis (Dixon) Z. Iwats.
18. Entosthodon buseanus Dozy & Molk.
19. Entosthodon californicus (Sull. & Lesq.) H.A. Crum & L.E. Anderson
20. Entosthodon cartilagineus Müll. Hal.
21. Entosthodon chiloensis Mitt.
22. Entosthodon clavatus Mitt.
23. Entosthodon commutatus Durieu & Mont.
24. Entosthodon convexus (Spruce) Brugués
25. Entosthodon curviapiculatus Müll. Hal.
26. Entosthodon dagestanicus Fedosov & Ignatova
27. Entosthodon deserticola (Trab.) Jelenc
28. Entosthodon diversinervis Müll. Hal.
29. Entosthodon dixonii Sim
30. Entosthodon dozyanus Müll. Hal.
31. Entosthodon drummondii Sull.
32. Entosthodon duriaei Mont.
33. Entosthodon elimbatus W.Z. Ma, Shevock & S. He
34. Entosthodon excurrentinervis (Cardot & P. de la Varde) U. Schwarz
35. Entosthodon fascicularis (Hedw.) Müll. Hal.
36. Entosthodon flexisetus Müll. Hal.
37. Entosthodon handelii (Schiffn.) Laz.
38. Entosthodon helmsii (Broth. & Geh.) Paris
39. Entosthodon hildebrandtii Müll. Hal.
40. Entosthodon holstii (Broth.) Paris
41. Entosthodon hungaricus (Boros) Loeske
42. Entosthodon italicus Rota
43. Entosthodon jamesonii (Taylor) Mitt.
44. Entosthodon kochii H.A. Crum & L.E. Anderson
45. Entosthodon krausei Besch.
46. Entosthodon kroonkurk Dirkse & Brugués
47. Entosthodon laevis (Mitt.) Fife
48. Entosthodon latifolius Hook. f.
49. Entosthodon laxus (Hook. f. & Wilson) Mitt.
50. Entosthodon lepervanchei Besch.
51. Entosthodon limbatus Müll. Hal.
52. Entosthodon lindigii (Hampe) Mitt.
53. Entosthodon marginatulus Müll. Hal.
54. Entosthodon mathewsii Hook. f.
55. Entosthodon mauritianus Schimp. ex Besch.
56. Entosthodon mouretii (Corb.) Jelenc
57. Entosthodon muhlenbergii (Turner) Fife
58. Entosthodon obtusatus (Schimp.) Fife
59. Entosthodon obtusifolius Hook. f.
60. Entosthodon obtusoapiculatus Müll. Hal.
61. Entosthodon obtusus (Hedw.) Lindb.
62. Entosthodon ouropratensis Paris
63. Entosthodon papillosus Müll. Hal.
64. Entosthodon perrottetii (Mont.) Müll. Hal.
65. Entosthodon pertenellus (Broth.) G. Kis
66. Entosthodon physcomitrioides (Mont.) Mitt.
67. Entosthodon plagiothecius Müll. Hal.
68. Entosthodon planifolius Thwaites & Mitt.
69. Entosthodon planoconvexus (E.B. Bartram) Grout
70. Entosthodon productus Mitt.
71. Entosthodon puiggarii Geh. & Hampe
72. Entosthodon pulchellus (H. Philib.) Brugués
73. Entosthodon pulcher (Dixon & P. de la Varde) U. Schwarz
74. Entosthodon radians (Hedw.) Müll. Hal.
75. Entosthodon rhomboideus (J. Shaw) Kindb.
76. Entosthodon rottleri (Schwägr.) Müll. Hal.
77. Entosthodon rubiginosus (R.S. Williams) Grout
78. Entosthodon rubrisetus (E.B. Bartram) Grout
79. Entosthodon schimperi Brugués	Cryptog.
80. Entosthodon serratus (Brid.) Fife
81. Entosthodon sinuatolimbatus (Cardot & P. de la Varde) U. Schwarz
82. Entosthodon smithhurstii (Broth. & Geh.) Paris
83. Entosthodon sonorae (Cardot) Steere
84. Entosthodon spathulatus (Schimp. ex Müll. Hal.) Sim
85. Entosthodon stenophyllus Fedosov & Ignatova
86. Entosthodon subaloma (Herzog) S.P. Churchill
87. Entosthodon subimmarginatus (Cardot & P. de la Varde) U. Schwarz
88. Entosthodon subinteger (Broth.) H.A. Mill., H. Whittier & B. Whittier
89. Entosthodon subnudus (Taylor) Fife
90. Entosthodon subpallescens Laz.
91. Entosthodon tucsoni (E.B. Bartram) Grout
92. Entosthodon urceolatus Mitt.
93. Entosthodon usambaricus (Broth.) Paris
94. Entosthodon volkensii (Broth.) Paris
95. Entosthodon wichurae M. Fleisch.
96. Entosthodon wigginsii Steere